# Jormungand
Jormungand (яп. ヨルムンガンド Ёрумунгандо, «Ёрмунганд») — манга, автором которой является Кэйтаро Такахаси. Первоначально публиковалась издательством Shogakukan в ежемесячном журнале Monthly Sunday Gene-X. Манга была лицензирована компанией Viz Media для распространения на территории США, а также на территории Тайваня компанией Taiwan Tohan. Позже на основе сюжета манги студией White Fox был выпущен 12-серийный аниме-сериал, который транслировался по телеканалу Tokyo MX TV с 11 мая по 27 июня 2012 года, а затем и по другим каналам: Tokyo MX, Television Kanagawa, KBS, AT-X, BS11, TV Aichi и Sun Television. 10 октября стартовал второй сезон аниме под названием Jormungand: Perfect Order. Оба сезона лицензированы на территории США компанией Funimation Entertainment, на территории Франции компанией Dybex был лицензирован первый сезон.
Аниме-сериалу было посвящено Радио-шоу, в котором принимали участие сэйю главных героев: Сидзука Ито и Муцуми Тамура.

## Сюжет
Сюжет разворачивается вокруг Коко Хекматьяр — девушки, которая занимается продажей оружия секретной компании HCLI, а также корпорации международного судоходства, которая тайно занимается торговлей оружием. В качестве дилера Коко продаёт оружие в разные уголки мира, при этом удачно избегая местной власти и правоохранительных органов, так как её работа в соответствии с международным правом считается незаконной. С ней путешествует группа телохранителей, которая состоит в основном из бывших военных ветеранов. Один из её охранников оказывается по иронии судьбы ребёнком со смуглой кожей, белыми волосами и красными глазами, который ненавидит дилеров, особенно брата Коко, но вынужден работать на неё.

## Список персонажей

### Корпорация HCLI
- Коко Хекматьяр (яп. ココ·ヘクマティアル Коко Хэкуматиару)

Главная героиня истории. Ей около 25 лет. Очень светлые волосы, лицо бледное, глаза серо-голубые. Молодой торговец оружием, дочь торгового магната. Официально входит в Европейский и Африканский отдел транспортировки оружия. Очень весёлая, смелая и харизматическая, многие считают её всё ещё ребёнком. Она одновременно лояльно и жестоко относится к своим подчинённым, в необходимой ситуации готова пойти на убийство. Поэтому получила прозвище «Чудовище». У Коко есть особый секрет, который держит в тайне от всех, кроме Амады Минами. Она очень любит Йону.
Сэйю: Сидзука Ито
- Йона (Джонатан Мар) (яп. ヨナ (ジョナサン・マル) Ёна (Дзёнасан Мару))

Солдат-ребёнок западно-азиатского происхождения. Специалист по бою в горной местности. Слаб в изучении школьной программы, особенно в математике. Он вступил в горную пехоту и затем был назначен на военную базу вместе с четырьмя другими сиротами. Однако, когда во время разминирования дороги одна из сирот погибла, Йона уничтожил базу, чтобы отомстить за свою подругу и защитить других детей. В ходе боя он убил Гасуда — сотрудника HCLI и подчиненного Каспера, и вскоре был схвачен Чикитой и остальными боевиками Каспера. От него он узнал, что разрушенная база должна была быть уничтоженной в любом случае, потому что препятствовала строительству дороги, которая облегчит поставки оружия Каспера в Азии. Йона убил приспешника Каспера, и в качестве наказания его заточили в контейнере на несколько дней. Позже он признался в том, что продал оружие тем, кто уничтожил деревню Йоны, и косвенно виноват в гибели его родителей. В обмен на мирное и благополучное будущее трех оставшихся детей Йона согласился работать на Каспера и стал телохранителем Коко.
Сэйю: Муцуми Тамура
- Валмет (яп. バルメ Барумэ)

Настоящее имя — София Вельмер. Бывший майор механизированного егерского батальона Финских войск быстрого реагирования. Потомственный военный. Валмет служила офицером миротворческих войск ООН в одной из стран Северной Африки (предположительно Алжира или Судана). В ходе одного из патрульных выходов её подразделение было уничтожено Ченом Гуомином, офицером спецвойск НОАК. В результате Валмет потеряла глаз и была отстранена от командования. Вскоре после этого она была рекрутирована Коко.
Влюблена в Коко, но та постоянно это игнорирует или дразнит её из-за этого. Великолепно владеет ножом и огнестрельным оружием. В команде исполняет роль второго лидера, несмотря на то, что держится слегка отстраненно.
Сэйю: Саяка Охара
- Лем Бриг (яп. レーム Рэ:му)

Старейший член команды Коко и её правая рука. Бывший боец подразделения Дельта, который был свидетелем событий в Сомали в 1993 году. Ветеран, наёмник с хорошими лидерскими качествами и весёлым характером. В прошлом был телохранителем Флойда Хекматияр вместе с Чикитой, его бывшей женой. Он хороший снайпер и иногда работает вместе с Люцом.
Сэйю: Унсё Исидзука
- Мао (яп. マオ Мао)

Бывший офицер-артиллерист одной из азиатских стран. Он был уволен с военной службы после несчастного случая со смертельным исходом на одной из тренировок, после чего завербован Коко. Единственный подчинённый Коко, который имеет свою семью. Даёт научные уроки Йоне.
Сэйю: Го Синомия
- R (яп. アール А:ру)

Его настоящее имя — Ренато Соччи. Итальянец. Бывший Барселарьерский разведчик. Он участвовал в Боснийской войне в составе миссии мира ООН. В ходе той войны стал работать с агентом Блэком, носившем кодовое имя «Кукловод». Позже был внедрён в окружение Коко в ходе операции «Андершафт», призванной обеспечить доступ к системе спутникового слежения HCLI, но в итоге полностью перешёл на сторону Коко. Погиб в перестрелке с отрядом Хекс, рассказав Коко о том, кто он на самом деле.
Сэйю: Кацуюки Кониси
- Уго (яп. ウゴ Уго)

Бывший водитель мафии, был завербован Коко после того, как она уничтожила их банду. Уго с радостью принял её предложение, так как ненавидел наркотики, потому что они погубили его брата. Стал личным водителем Коко.
Сэйю: Киёси Кацунума
- Люц (яп. ルツ Руцу)

Бывший снайпер группы специального назначения полиции Германии. В команде Коко выступает в качестве основного снайпера. Несмотря на выдающиеся навыки городского боя, теряется на дикой местности, из-за чего над ним потешаются остальные.
Сэйю: Ватару Хатано
- Тодзё (яп. トージョ То:дзё)

Настоящее имя — Акихико Тодзё (яп. 東條秋彦). Бывший оперативник секретного японского спецподразделения военной разведки Японии — SR. Побывал во многих горячих точках мира, в том числе и на Кубе. Через 20 минут после освобождения из SR ему было предложено работать на Каспера Хекматияр.
Великолепно обращается с любым оружием. Умеет вести переговоры. Обучает Йону математике.
Сэйю: Хитоси Янай
- Вайли (яп. ワイリ Ваири)

Настоящее имя — Уильям Нельсон. Бывший лейтенант 20-й бригады и инженер XVIII воздушно-десантного корпуса в армии США. Специалист по минно-взрывному делу. Окончил Университет Вирджинии в области архитектуры. Вилли встретил Лема во время первой войны в Персидском заливе, позже вступил в Дельту, к Лему и Эхо. Через некоторое время оставил военную службу и присоединился к команде Коко.
Обучает Йону английскому языку. Единственный темнокожий в команде Коко.
Сэйю: Кэндзи Номура
- Эхо (яп. エコー Эко)

Полное имя Экахарт (яп. エッカート Эккато). Бывший оперативник подразделения Дельта, участник команды Лема. Позже — телохранитель Коко. Отличался весёлым нравом.
Погиб задолго до событий сериала, в стычке с боевиками Хекс. Его гибель сильно изменила Коко.
Сэйю: Кендзи Хамада
- Каспер Хекматьяр (яп. キャスパー·ヘクマティアル Кясупа: Хэкуматиару)

Старший брат Коко. Входит в состав азиатского отдела материально-технического HCLI. Он и Коко родились в контейнере корабля и часто меняли фальшивые паспорта, их истинная национальная и государственная принадлежность неизвестна. Как и Коко, имеет белоснежные волосы и кожу.
Эксцентричен, весел и очень умён и хитёр. Как бизнесмен он очень жестокий и профессиональный. Не гнушается никакими методами для достижения своих целей, но при этом держит данное слово. Является объектом ненависти Йоны, так как косвенно виновен в гибели его родителей.
Сэйю: Масая Мацукадзэ
- Чикита (яп. チェキータ Тэки:та)

Бывший телохранитель Флойда Хекматияр, ныне — командир телохранителей Каспера. Бывшая (неоднократно) жена Лема. Цинична и игрива. Специалист по ножевому бою.
Сэйю: Юми Тома
- Флойд Хекматияр (яп. フロイド·ヘクマティアル Фуроидо Хэкуматиару)

Глава HCLI. Отец Каспера и Коко. Холодный и расчётливый делец.

### ЦРУ
- Пугало (яп. スケアクロウ Сукэакуро:)

Оперативный сотрудник ЦРУ. Специалист по выбиванию денег, нажитых преступным путём. Профессионал, зачастую игнорирующий приказы начальства. Эгоистичен. Презрительно относится ко всем окружающим.
Сэйю: Тора Нара
- Шоколад (яп. ショコラーデ Сёкора:дэ)

Оперативный сотрудник ЦРУ. Подчинённая Пугала. Специалист по слежке и прослушке. Имеет внешность глуповатой куклы, но за ней скрывается профессионал своего дела. Регулярно конфликтует с Пугалом, открыто симпатизирует Коко. Также является её информатором в ЦРУ.
Сэйю: Ами Косимидзу
- Джордж Блэк (яп. ジョージ·ブラック Дзё:дзи Буракку)

Аналитик ЦРУ. Известен под псевдонимами: «Кукольник» («Кукловод»), «Соу» («Пила»), «Букманн» («Книжник»/«Книгочей»). Специалист по Востоку. Свободно владеет арабским, знает Коран (за что и получил прозвище «Книгочей»). Начальник R и Хекс. Создатель и руководитель операции «Андершафт».
Холодный и расчетливый агент, старающийся держаться в тени и готовый на всё для достижения поставленных целей.
Сэйю: Цутому Исобэ
- Хекс (яп. へックス Хэккусу)

Офицер спецподразделений ЦРУ. Бывший офицер женского спецподразделения армии США. После расформирования подразделения была рекрутирована Джорджем Блэком как боевик-оперативник. После того, как её жених погиб в результате теракта 11 сентября, возненавидела всех мусульман и была уволена из-за её радикальных методов борьбы, которые нарушали международное право. Ненавидит всех, кто может представлять опасность для США, в том числе и Коко Хекматьяр. Совершила несколько неудачных покушений на Коко, в частности в результате одного из них погиб телохранитель Коко — Эхо, а сама Коко сильно изменилась.
После того как Хекс убила R и скрылась в Ираке, Коко выследила её и направила бомбардировщик. Хекс пустила себе пулю за мгновение до того, как бомбы её накрыли.
Высококлассный специалист по тайным операциям. Фанатичная патриотка США. Для достижения своих целей готова пойти на всё. Действует в составе полностью преданного ей отряда боевиков.
Сэйю: Ая Хисакава

### Компания «Дасиньхань»
- Чен Гуоминь (яп. 陳国明 Тэн Гуомэн)

Один из руководителей Африканского подразделения корпорации. Генерал НОАК. Обладает весьма большим политическим и экономическим влиянием. Отстаивает интересы Китая в Африке. Выглядит старше, чем есть на самом деле. Ранее получил ранение, которое положило конец его военной карьере.
В прошлом был тем самым спецназовцем, который уничтожил отряд Вальмет. Позже Вальмет отомстила ему, убив его.
Сэйю: Такая Хаси
- Карен Лоу (яп. カレン・ロウ Карэн Ро:)

Секретарь Чен Гуомина. Лейтенант НОАК. Специалист по рукопашному бою. Полностью предана генералу, не мыслит жизни вне армии.
После провала операции по захвату Аманды Минами была с позором уволена из корпорации. После убийства Чен Гуомина скиталась по Африке, пока не была подобрана доктором Минами, и поступила к ней на работу в качестве третьего секретаря.
Сэйю: Саори Като

### Другие персонажи
- Амалия Тороховски (яп. アマーリア・トロホブスキー Ама:риа Торохобусуки:)

Бывшая актриса, ныне — продавец оружия, работающая на Европейский Оружейный Консорциум. Имеет обширные связи как среди европейских военных, так и среди представителей спецслужб.
Сэйю: Гара Такасима
- Минами Амада (яп. 天田 南 Амада Минами)

Также известна, как «Доктор Майами». Гениальный конструктор робототехники. Специализируется на создании роботов-игрушек, но почти все её разработки находят военное применение, к чему она равнодушна.
Сэйю: Мэгуми Тоёгути

## Медиа

### Манга
Jormungand написан и проиллюстрирован Кейтаро Такахаси. Выпускался Shogakukan в Monthly Sunday Gene-X,с 19 апреля 2006 г. по 19 января 2012 г. Собраны в одиннадцати томах танкобонах, выпущенных с 17 ноября 2006 г. по 19 апреля 2012 г.
В Северной Америке, в феврале 2009 года, Viz Media объявили о выпуске манги на английском языке. Одиннадцать томов выпускались с 10 ноября 2009 г. по 19 апреля 2012 г.

#### Список глав
| №  | ja: дата публикации                 | ja: ISBN                                           |
| -- | ----------------------------------- | -------------------------------------------------- |
| 1  | 17 ноября 2006                      | ISBN 978-4-09-157069-7                             |
| 2  | 19 апреля 2007                      | ISBN 978-4-09-157089-5                             |
| 3  | 19 октября 2007                     | ISBN 978-4-09-157109-0                             |
| 4  | 18 апреля 2008                      | ISBN 978-4-09-157128-1                             |
| 5  | 30 октября 2007 17 октября 2008(LE) | ISBN 978-4-09-157150-2 ISBN 978-4-09-159063-3 (LE) |
| 6  | 17 апреля 2009                      | ISBN 978-4-09-157174-8                             |
| 7  | 19 октября 2009                     | ISBN 978-4-09-157190-8                             |
| 8  | 19 мая 2010                         | ISBN 978-4-09-157215-8                             |
| 9  | 28 февраля 2011 16 февраля 2011(LE) | ISBN 978-4-09-157258-5 ISBN 978-4-09-941705-5 (LE) |
| 10 | 19 декабря 2011                     | ISBN 978-4-09-157297-4                             |
| 11 | 19 апреля 2012                      | ISBN 978-4-09-157305-6                             |

### Аниме
В 10-м томе манги был анонсирован аниме-телесериал, созданный White Fox и Geneon Аниме начало выходить в эфир 10 апреля 2012 года на Tokyo MX, Television Kanagawa, TV Aichi и KBS и позже на Sun TV, BS11 и AT-X. Также транслировалось на Showtime, NicoNico, Bandai Channel and GyaO. Второй сезон сериала, под названием Jormungand: Perfect Order, транслировался с 9 октября 2012 года в 0:30 по 25 декабря 2012 года.
Первый выпуск Jormungand на DVD и Blu-ray состоялся 27 июня 2012 года, в него вошли первые два эпизода, "Gun Metal, Calico Road" и "Pulsar". Последующие выпуски сопровождались двумя эпизодами каждый на Blu-ray и DVD 25 июля, 29 августа и 26 сентября 2012 года. Первый выпуск DVD / Blu-ray The Perfect Order в Японии 21 декабря 2012 г. Версии первых двух сезонов сериала на DVD и Blu-ray были выпущены 18 февраля 2014 года. В английском дубляже показаны опасные виды животных.
Showgate занимается лицензированием Jormungand за пределами Японии. Предварительный показ аниме проходил с 31 марта по 1 апреля 2012 года на Anime Contents Expo в Makuhari Messe в Тибе.

#### Список серий

##### 1 сезон
| #  | Название | Дата выхода    |
| -- | --- | -------------- |
| 1  | Gun Metal, Calico Road «Gan Metaru - Kayriko Rōdo» (ガンメタル ・ キャリコロ-ド)                                           | 10 апреля 2012 |
| 2  | Pulsar «Parusā» (パルサー)                                                                                                 | 17 апреля 2012 |
| 3  | Musica Ex Machina phase.1 «Mujika Ekusu Makīna Fēzu 1» (ムジカ・エクス・マキーナ フェーズ 1)                               | 24 апреля 2012 |
| 4  | Musica Ex Machina phase.2 «Mujika Ekusu Makīna Fēzu 2» (ムジカ・エクス・マキーナ フェーズ 2)                               | 1 мая 2012     |
| 5  | Vein «Jōmyaku» (静脈) | 8 мая 2012     |
| 6  | African Golden Butterflies phase.1 «Afurikan Gōruden Batafuraizu Fēzu 1» (アフリカン・ゴールデン・バタフライズ フェーズ 1) | 15 мая 2012    |
| 7  | African Golden Butterflies phase.2 «Afurikan Gōruden Batafuraizu Fēzu 2» (アフリカン・ゴールデン・バタフライズ フェーズ 2) | 22 мая 2012    |
| 8  | Mondo Grosso «Mondo Gurosso» (モンド・グロッソ)                                                                            | 29 мая 2012    |
| 9  | Dragon Shooter phase.1 «Doragon Shūtā Fēzu 1» (ドラゴン・シューター フェーズ 1)                                            | 5 июня 2012    |
| 10 | Dragon Shooter phase.2 «Doragon Shūtā Fēzu 2» (ドラゴン・シューター フェーズ 2)                                            | 12 июня 2012   |
| 11 | Hill of Destruction phase.1 «Horobi no Oka Fēzu 1» (滅びの丘 フェーズ 1)                                                   | 19 июня 2012   |
| 12 | Hill of Destruction phase.2 «Horobi no Oka Fēzu 2» (滅びの丘 フェーズ 2)                                                   | 26 июня 2012   |

##### 2 сезон
| #  | #  | Название                                                                                            | Дата выхода     |
| -- | -- | --------------------------------------------------------------------------------------------------- | --------------- |
| 13 | 1  | The Snake that Admires the Heavens «Ten o Aogu Hebi» (天を仰ぐ蛇)                                   | 9 октября 2012  |
| 14 | 2  | Dance with Undershaft phase.1 «Andāshafuto to Dansu Fēzu 1» (アンダーシャフト・とダンス フェーズ 1) | 16 октября 2012 |
| 15 | 3  | Dance with Undershaft phase.2 «Andāshafuto to Dansu Fēzu 2» (アンダーシャフト・とダンス フェーズ 2) | 23 октября 2012 |
| 16 | 4  | Kasper and Jonah «Kyasupā to Yona» (キャスパーとヨナ)                                               | 30 октября 2012 |
| 17 | 5  | Castle of Lies phase.1 «Uso no Shiro Fēzu 1» (嘘の城 フェーズ 1)                                    | 6 ноября 2012   |
| 18 | 6  | Castle of Lies phase.2 «Uso no Shiro Fēzu 2» (嘘の城 フェーズ 2)                                    | 13 ноября 2012  |
| 19 | 7  | Pazuzu (パズズ)                                                                                     | 20 ноября 2012  |
| 20 | 8  | NEW WORLD phase.1 «Nyū Wārudo Fēzu 1» (ニュー・ワールド フェーズ 1)                                 | 27 ноября 2012  |
| 21 | 9  | NEW WORLD phase.2 «Nyū Wārudo Fēzu 2» (ニュー・ワールド フェーズ 2)                                 | 4 декабря 2012  |
| 22 | 10 | NEW WORLD phase.3 «Nyū Wārudo Fēzu 3» (ニュー・ワールド フェーズ 3)                                 | 11 декабря 2012 |
| 23 | 11 | Warmonger «Wōmongā» (ウォーモンガー)                                                                | 18 декабря 2012 |
| 24 | 12 | Century of Shame «Haji no Seiki» (恥の世紀)                                                         | 25 декабря 2012 |

#### Музыка
1 сезон
Оба сингла были выпущены звукозаписывающей компанией Geneon Universal Entertainment.
- Открывающая тема: Borderland исполняла: Мами Кавада[43] (30.04.2012).
- Закрывающая тема: Ambivalentidea исполняла: Наги Янаги (06.06.2012).

2 сезон
- Открывающая тема: UNDER/SHAFT исполняла: Маон Куросаки .
- Закрывающая тема: Laterality (ラテラリティ) исполняла: Наги Янаги.

### Драма CD
6 частей радиопостановки были выпущена до аниме, основанного на сюжетной арке Оркестра. Из всех актеров озвучивания, задействованных в компакт-диске, только Унсё Иcизука повторил свою роль Лема.

### Радио-шоу
Радиопередача, посвященная Jormungand с участием Сидзука Ито и Муцуми Тамура в качестве ведущих.

## Критика
Скотт Грин, представитель новостного сайта Ain't It Cool News, назвал сам сериал очень увлекательным, но получившим очень низкую популярность. Мэтью Уорнер отмечает, что начиная с 4 тома манги, сюжет концентрируется на бизнесе торговли оружием, а также идёт быстрое развитие сюжета, однако его разочаровал тот факт, что при экранизации из манги был убран «мрачный и закрученный сюжет», ставший в аниме более пресным. Эрика Фридман отметила в манге потенциальную склонность к юри, но сочла, что сам сюжет манги до глупости примитивен, но очень интересен.
В Японии за первую неделю было продано 41 712 копий 9 тома манги, таким образом она заняла 27 место по количеству распродаж. 11 тома манги было распродано 70 593 копий, он оказался на 10 месте в списке самых продаваемых томов, последний том попал на 20 место по рейтингу, окупившись тиражом в 34 697 копий..